# Neoleria ruficeps
Neoleria ruficeps är en tvåvingeart som först beskrevs av Zetterstedt 1838.  Neoleria ruficeps ingår i släktet Neoleria och familjen myllflugor. Arten är reproducerande i Sverige. Inga underarter finns listade i Catalogue of Life.